# Phyllonorycter malicola
Phyllonorycter malicola är en fjärilsart som först beskrevs av Kuznetzov 1979.  Phyllonorycter malicola ingår i släktet guldmalar, och familjen styltmalar. Inga underarter finns listade i Catalogue of Life.